# Ceryx cupreipennis
Ceryx cupreipennis är en fjärilsart som beskrevs av Butler 1876. Ceryx cupreipennis ingår i släktet Ceryx och familjen björnspinnare. Inga underarter finns listade i Catalogue of Life.